# Mírala bien
«Mírala bien» es el tercer sencillo de Pa'l Mundo, álbum lanzado por el dúo puertorriqueño de reguetón Wisin & Yandel.

## Video musical
El videoclip comienza con una mujer rubia caminando por una calle, y luego Yandel comienza a cantar mientras se ve a esa mujer en un automóvil. En el rapeo de Wisin, lo acompañan mujeres con una coreografía. También se muestra a Yandel con una mujer, acariciándola. En medio del video, hasta el final, Wisin & Yandel empiezan a interpretar la canción, alrededor de autos y personas, las mujeres bailando. El video aparece en el DVD de "Pa'l mundo deluxe edition", y también el detrás de escena del videoclip. El video musical fue dirigido por David Impelluso.